# What For?
„What For?” este un cântec compus de Jānis Lūsēns și Guntars Račs și interpretat de Aisha. A câștigat concursul Eirodziesma 2010, ținut pe 27 februarie 2010, și, ca urmare, a reprezentat Letonia la Concursul Muzical Eurovision 2010.